# Karl Sandberg
För andra betydelser, se Carl Sandberg.
Karl August Sandberg (i riksdagen kallad Sandberg i Torphälla), född 11 augusti 1862 i Glanshammar, död där 6 september 1944, var en svensk lantbrukare och politiker (liberal). 
Karl Sandberg, som kom från en bondesläkt, var 1899–1922 lantbrukare i Torphälla i Glanshammar, där han också var kommunalstämmans ordförande. 
Han var riksdagsledamot i andra kammaren för Örebro läns norra valkrets 1912–1914 och 1918–1920. I riksdagen tillhörde han Frisinnade landsföreningens riksdagsparti Liberala samlingspartiet. Han var bland annat ledamot i andra kammarens första tillfälliga utskott.